# Смирин, Моисей Менделевич
Моисе́й Ме́нделевич Сми́рин (23 октября [4 ноября] 1895, Дисна, Виленская губерния — 20 мая 1975, Москва) — советский историк-медиевист, доктор исторических наук (1946), профессор (1949).

## Биография
Родился в семье учителя Менделя Боруховича Смирина (1866—?). После Октябрьской революции работал в школе, заведовал районным отделом народного образования. В 1921—1929 годах учился в Смоленском институте народного образования, затем на факультете общественных наук МГУ и в аспирантуре РАНИОН.
Преподавал всеобщую историю в Нижегородском педагогическом университете и Нижегородском университете (1930—1934), заведующий кафедрой истории Западной Европы МГПИ им. К. Либкнехта (1935—1940). С 1935 года — старший научный сотрудник Московского отделения ГАИМК, кандидат исторических наук (1938, диссертация «Аграрные отношения в Юго-Западной Германии в XV—XVI вв.»).
С 1938 года в должности доцента работал на кафедре истории Средних веков исторического факультета МГУ), одновременно был старшим научным сотрудником сектора истории Средних веков Института истории АН СССР (с 1968 года — Институт всеобщей истории). Иностранный член АН ГДР (с 1956), доктор философии Лейпцигского университета (1959).
Автор более 150 работ, значительная часть которых посвящена проблемам социально-экономической, политической и идеологической жизни Германии XV—XVI веков. Главным произведением Смирина является отмеченная Сталинской премией монография «Народная реформация Томаса Мюнцера и Великая крестьянская война» (М.-Л., 1947; 2-е изд. М., 1955).

## Семья
- Жена — Хася Борисовна Смирина, урождённая Чернихова (1900—1989)[4]
  - Сын — Виктор (1928—2003), антиковед.
  - Сын — Владимир (1931—1989), зоолог, выдающийся художник-анималист.
  - Сын — Юрий (1936—2012), зоолог, художник-анималист[5].
  - Дочь — Элла (род. 01.11.1938[6]), зоолог.

## Награды
- орден Трудового Красного Знамени (27.03.1954)

## Основные работы
- «Народная реформация Томаса Мюнцера и Великая крестьянская война» (1947, 2 изд. 1955, книга переведена на многие языки; Сталинская премия второй степени (1948);
- «Очерки истории политической борьбы в Германии перед Реформацией» (1952, переведена на немецкий язык);
- Германия эпохи Реформации и Великой Крестьянской войны. М., 1962;
- «К истории раннего капитализма в германских землях (XV—XVI вв.)» (1969);
- Смирин М. М. Эразм Роттердамский и реформационное движение в Германии: Очерки из истории гуманистической и реформационной мысли. — М.: Наука, 1978. — 236 с. — 4250 экз.